# Bosc Comunal d'Arboçols
El Bosc Comunal d'Arboçols (en francès, oficialment, Forêt Communale d'Arboussols) és un bosc del terme comunal d'Arboçols, a la comarca del Conflent, de la Catalunya del Nord.
El bosc, que ocupa 14 hectàrees, està situat en el sector nord-oest del terme, a prop del límit amb la comuna occitana de Campossí, a la Fenolleda.
El bosc està sotmès a una explotació gestionada per la comuna d'Arboçols. Té el codi identificador de l'ONF (Office National des Forêts) F16308F.